# أترج
الأُتُرُجّ أو التـُرُنج أو الكباد (الاسم العلمي: Citrus medica) نوع من النباتات يتبع جنس الليمون من الفصيلة السذابية.

## أسماء أخرى
الليمون الحامض أو نقاش أو الليمون الطبي أو تفاح ماهي أو المتك أو الإترنج أو ليمون بلدي أو ليمون مالح أو الإطرنج أو الإطرنجة أو الإترنجة أو نفاش

## الموطن
يعتقد أن موطن الأترج الأصلي جنوب شرق آسيا، ثم انتقلت زراعته إلى منطقة البحر الأبيض المتوسط. وهو ينمو بكثرة في المناطق الحارة قرب المياه وهو أقل الحمضيات تحملاً للبرودة.

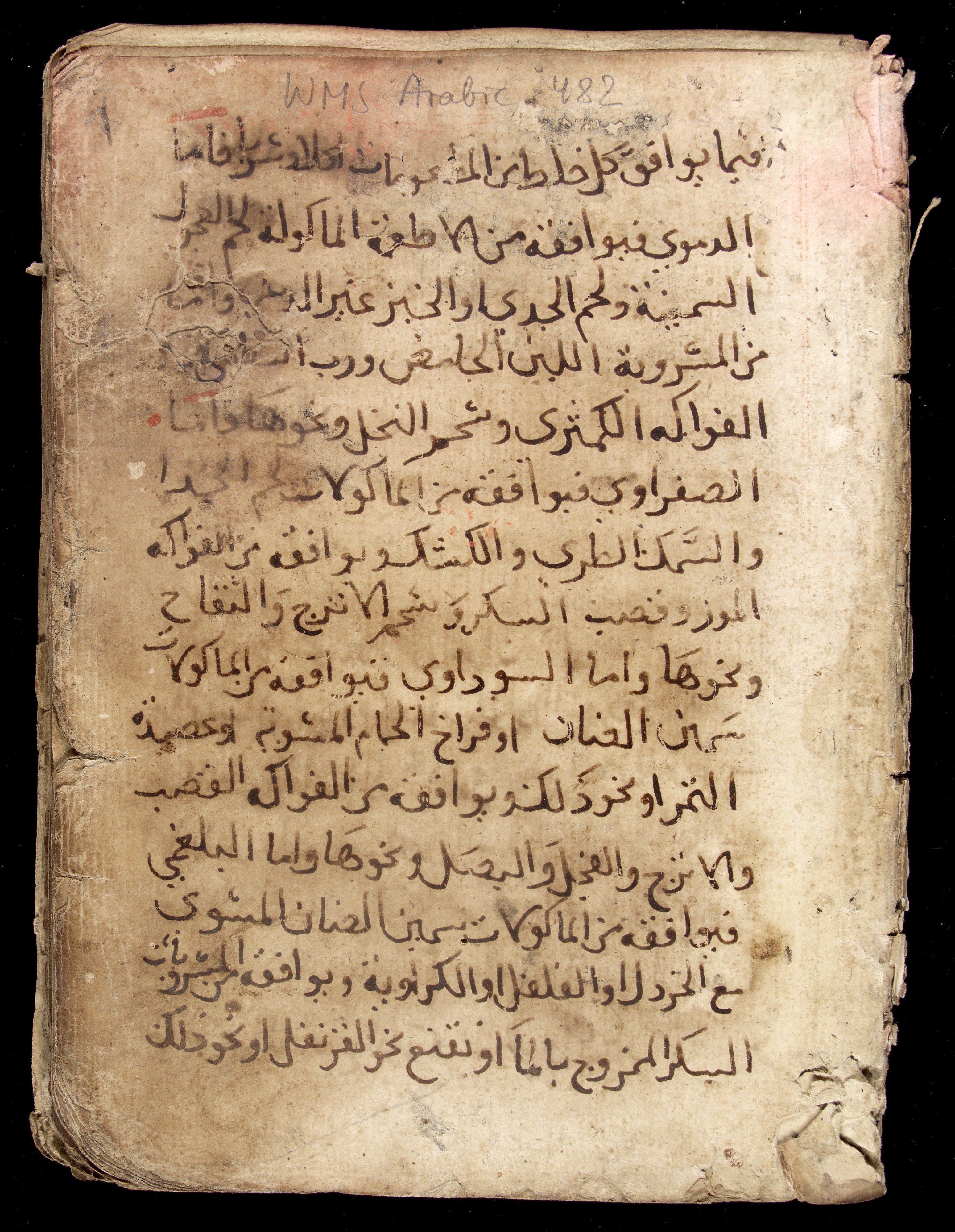
الأترج مذكور في مخطوط طبي عربي

## الأترج في الطب

### في الطب القديم
ورد ذكر الأترج في سفر اللاويين من التوراة: «تأخذون لأنفسكم ثمر الأترج بهجة». وقيل أن بعض الملوك الأكاسرة سجنوا بعض الأطباء، وأمروا ألا يقدم لهم من الأكل إلا الخبز وأدام واحد، فاختاروا الأترج وسئلوا عن ذلك فقالوا «لأنه في العاجل ريحان ومنظره مفرح، وقشره طيب الرائحة ولحمه فاكهة وحماضه إدام وحبه ترياق وفيه دهن».
يقول العالم إسحاق بن سليمان في كتابه الأغذية والأدوية: «أما الأترج فمركب من قوى أربع: أحدها في قشره، والثانية في لحمه، والثالثة في لبه والرابعة في حبه الذي هو بذره. فأما قشره فمن منافعه أنه إذا جعل في الثياب منع السوس، ورائحته تُصلح فساد الهواء والوباء، يُطِّيب النكهة إذا أمسكه في الفم ويُحلل الرياح.»
وقال ديسقوريدس: أنه إذا شُرب بشراب كانت له قوة تضاد قوة الأدوية القتّآلة.
وأما لحم الأترج الذي بلا قشرة فبارد رطب، وبرده أقوى من رطوبته، وفي جسمه كثافة وغلظ وهو لبرده صـار فيه قوة مبردة لحرارة المعدة، ولغلظه وكثافتـه صـار بطيء الانهضام والانحدار.
أما ماء الأترج فرقيق سائل ليس فيه شيء من الغذاء لأن رطوبته ليس فيها من الجسمانية شيء أصلاً.
ويقول ابن سينا في الأترج: «لحمه (لبه) ملطف لحرارة المعدة نافع لأصحاب المرة الصفراء».
وقال الأطباء العرب فيه الكثير حيث قسموه إلى أربعة أصناف:
قشر ولب وحمض وبذر ولكل منها منافع وخواص وقالوا إن من منافع قشره أنه إذا جفف وسحق ثم جعل بين الملابس أو الفراش منع السوس ورائحته تطيب رائحة الهواء والوباء، ويطيب النكهة إذا امسكها في الفم، ويحلل الرياح، وإذا أضيف إلى الطعام أعان على الهضم. وعصارة القشرة الطازجة تنفع من نهش الأفاعي شرباً، كما ينفع القشر ضماداً على الجروح وإذا أحرق قشره بعد جفافه فإن رماده طلاء جيد للبهاق. أما لبه فملطف للمعدة، وحماضه قابض وكاسر للصفراء، ومسكن للخفقان الحار، يفيد اليرقان شرباً، يقطع القيء، ومشه للأكل، يحبس البطن ينفع الإسهال والصفراوي، ينفع طلاءه من الكلف، مقوٍ معدي ويسكن العطش. أما بذره فينفع من السموم القاتلة إذا شرب منه وزن مثقالين مقشراً بماء فاتر، ملين للطبيعة مطيب للنكهة.
وقالت طائفة من الحكماء "جمع الأترج أنواعا من المحاسن والإحسان فقشره مشموم، وشحمه فاكهة وحماضه ادام وبذره دهان.

وقال ابن البيطار

### في الطب الحديث
يستخدم الأترج في الطب الحديث كفاتح للشهية ومهضم ومنبه للجهاز الهضمي ومطهر ومضاد للفيروسات وقاتل للبكتريا ومخفض للحمى، ويستخدم كمضاد للبرد والأنفلونزا والحمى ولعدوى الصدر والحنجرة بالميكروبات. وهو يقوي جهاز المناعة، كما يساعد في موازنة ضغط الدم.

## الأترج طعاماً
لا تصنع من الأترج مأكولات ولكن يمكن إعداد مربى الأترج من قشرة الثمرة، وهو من المربيات الفاخرة وتشتهر حلب بتحضيره.
```
وأكثر الناس يأكلون الأترج مخلوطاً بعسل النحل ليكتسب بذلك عذوبة وطيب طعم ويسرع انحداره وانهضامه.

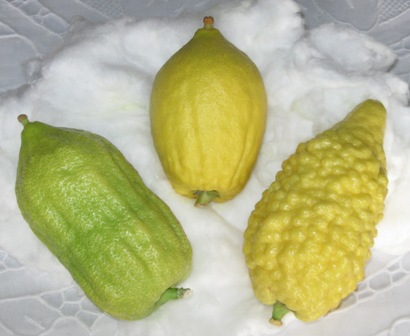
ثمار ثلاثة أصناف من الأترج (الأول إلى اليمين هو الذي يصنع منه المربى)

```

## أهميته في الإسلام
ورد ذكره في الطب النبوي، حيث يروي أنس عن أبي موسى الأشعري أن رسول الإسلام قال: «مثل المؤمن الذي يقرأ القرآن كمثل الأترجة، طعمها طيب، وريحها طيب»
ما ذكر عنه في السنة النبوية:
```
عَنْ أَبِي مُوسَى الْأَشْعَرِيِّ قَالَ: قَالَ رَسُولُ اللَّهِ صَلَّى اللَّهُ عَلَيْهِ وَسَلَّمَ: (مَثَلُ الْمُؤْمِنِ الَّذِي يَقْرَأُ الْقُرْآنَ كَمَثَلِ الأُتْرُجَّةِ؛ رِيحُهَا طَيِّبٌ وَطَعْمُهَا طَيِّبٌ، وَمَثَلُ الْمُؤْمِنِ الَّذِي لَا يَقْرَأُ الْقُرْآنَ؛ كَمَثَلِ التَّمْرَةِ لَا رِيحَ لَهَا وَطَعْمُهَا حُلْوٌ، وَمَثَلُ الْمُنَافِقِ الَّذِي يَقْرَأُ الْقُرْآنَ مَثَلُ الرَّيْحَانَةِ؛ رِيحُهَا طَيِّبٌ وَطَعْمُهَا مُرٌّ، وَمَثَلُ الْمُنَافِقِ الَّذِي لَا يَقْرَأُ الْقُرْآنَ كَمَثَلِ الْحَنْظَلَةِ لَيْسَ لَهَا رِيحٌ وَطَعْمُهَا مُرٌّ).صحيح البخاري، برقم: (5427)، واللفظ له، وصحيح مسلم، برقم: (797).
```

قال الإمام ابن حجر العسقلاني: قيل الحكمة من تخصيص الأترجة بالتمثيل دون غيرها من الفاكهة التي تجمع طيب الطعم والريح كالتفاحة لأنه يتداوى بقشرها وهو مفرح بالخاصيَّة، ويستخرج من حبِّها الدهن وله منافع.
وقيل: إن الجن لا تقرب البيت الذي فيه الأترج فناسب أن يمثل به القرآن الذي لا تقترب منه الشياطين.
قال: وغلاف حبه أبيض فيناسب قلب المؤمن، وفيه أيضاً من المزايا، كبرُ حجمه وحسن منظره وتَفْريح لونه ولين ملمسه وفي أكله مع الالتذاذ؛ طيب النكهة، ودباغ معدة، وجودة هضم، وله منافع أخرى.
وقال العلامة المباركفوري: وجه التشبيه بالأترجة لأنها أفضل ما يوجد من الثمار في سائر البلدان وأجدى لأسباب كثيرة جامعة للصفات المطلوبة منها والخواص الموجودة فيها فمن ذلك كبر جرمها، وحسن منظرها، وطيب مطعمها، ولين ملمسها، تأخذ بالأبصار صبغةً ولوناً، فاقع لونها، تسر الناظرين، تتوق إليها النفس قبل التناول، تفيد آكلها بعد الالتذاذ، وتشترك الحواس الأربع فيها البصر والذوق والشم واللمس.
وقال العلامة العظيم أبادي: الأترجة جامعة لطيب الطعم والرائحة وحسن اللون ومنافع كثيرة، والمقصود بضرب المثل بها بيان لشأن المؤمن وارتفاع عمله.
وقال ابن القيم: وحقيق بشيء هذه منافعه أن يُشبَّه به خلاصة الوجود وهو المؤمن الذي يقرأ القرآن، وكان بعض السلف يحب النظر إليه لمـا في منظره من التفريح.
وقيل في قوله (طعمُها طيِّبٌ وريحُها طيبٌ) خصَّ صفة الإيمان بالطعم وصفة التلاوة بالرائحة؛ لأنّ الطّعم أثبت وأدوم من الرائحة..

## في الدين اليهودي
جاء في التوراة (سفر اللاويين المقطع 23 الآية 40) «خذوا لكم في اليوم الأول فاكهة سجر مفخر وكفة النخل وفرعًا من السجر الغليظ ونبات الماء». ويفسرون أن المقصد بعبارة «فاكهة سجر مفخر» هو الاترج ويلفظ بالعبرية אתרוג. وبذلك يكون الاترج أحدًا من أصناف النباتات الأربعة (ארבעת המינים) التي يأخدها اليهود بعيد عيد المظال. ولأهمية هذه الفاكهة يُعمل لها صندوق مزخرف من الفضة للحفاظ عليها لئلا تتلف. وربما يصل سعر الأترج المفخر مبلغًا باهظًا في الأسواق قبل العيد.
ويقال أن هذه الفاكهة، التي لها ميزتان: طعم وريح، ترمز إلى من يتعلم التوراة ويعمل الصالحات، وأما باقي الأصناف الثلاثة فينقصها إحدى الميزتين.

## الوصف النباتي
شجرة من الحمضيات يصل ارتفاعها إلى خمسة أمتار، ناعمة الأغصان والأوراق، أزهارها بيضاء وثمرتها تشبه الليمونة إلا أنها أكبر بكثير ذات لون أصفر (يميل إلى البرتقالي عند النضج). للثمرة رائحة مميزة زكية ماؤها حامض. قشرتها سميكة ومجعدة.

## تركيب النبات
تحتوي قشور ثمرة الاترج على زيت طيار والمكون الرئيسي ليمونين والذي يشكل نسبة 90٪ من محتويات الزيت وتحتوي القشور على فلافونيدات وكومارينز وتربينات ثلاثية وفيتامين C وكاروتين ومواد بكتينية.

## فوائد النبات
في الأترج منافع كثيرة، مركب من أربعة أشياء: قشر، ولحم، وحمض، وبذر، ولكل واحد منها مزاج يخصه. وقال ابن البيطار:

### منافع قشره
أنه إذا جعل في الثياب منع السوس، ورائحته تصلح فساد الهواء والوباء، ويطيب النكهة إذا أمسكه في الفم، ويحلل الرياح، وإذا جعل في الطعام كالأبازير، أعان على الهضم

قال صاحب القانون: 

### منافع لحمه
فملطف لحرارة المعدة، نافع لأصحاب المرة الصفراء، قامع للبخارات الحارة.
قال ابن ماسويه: